# Vorlaufbetrieb
Als Vorlaufbetrieb bezeichnet man zum Beispiel beim Bau einer neuen Bahnstrecke den Betrieb vor endgültiger Fertigstellung der gesamten Infrastruktur.
Ziel des Vorlaufbetriebes ist es, die schon fertiggestellten Teile, wie Bahnhöfe, Gleise oder Tunnel, bereits während der oft mehrjährigen Bauzeit zu nutzen und stufenweise in Betrieb zu nehmen. So wurden beim Bau der Stadtbahn Rhein-Ruhr die schon vorhandenen Straßenbahnlinien im Stadtbahnvorlaufbetrieb mit Hilfe zusätzlich gebauter Rampen durch die fertiggestellten Tunnel geführt.
Auch der vorläufige Einsatz anderer als der endgültig vorgesehenen Fahrzeuge wird mit diesem Begriff bezeichnet. Im Vorlaufbetrieb der S-Bahn Rhein-Ruhr fuhr die BR 141 mit Silberlingen als Wendezug, bevor die üblichen S-Bahn-Wagen zum Einsatz kamen. Gleiches gilt für den Rhein-Ruhr-Express, bei dem die Fahrplanstruktur bereits weitgehend feststeht.